# سوشانا أفروييم
سوشانا أفروييم (1 سبتمبر 1927 – 9 ديسمبر 2015) ، رسامة من فترة الحداثة،  شوشانا كانت فنانة بدوام كامل وكانت تسافر بشكل متكرر، لتعرض عملها دوليا. خلال رحلاتها، صورت العديد من الشخصيات المعروفة وفنها تطور في اتجاهات مختلفة. كانت أعمالها الفنية مبكرا واقعية إلى حد كبير في نوعها، حيث عرضت المناظر الطبيعية والصور الشخصية. في وقت لاحق تطور أسلوبها  نحو الفن التجريدي، وتأثرت بشدة بالخط الآسيوي.

## الحياة

### الطفولة
سوشانا أفروييم ولدت في عام 1927 باسم سوزان شولر
في فيينا في عائلة يهودية من الطبقة المتوسطة. شقيقها الأصغر ماكسيميليان ولد بعد عامين. والدها، فريتز شولر  يمتلك مصنع زر معدني للكم، والدتها مارغريت شولر كانت نحاتة. شوشانا ذهبت أولا إلى رودولف شتاينر المدرسة، ولكن سرعان ما تحولت إلى مدرسة يوجين شوارزوالد البديلة. بدأت الطلاء والرسم في سن مبكرة جدا. كما أن والدتها قد دعمت إبداع سوشانا وجمعت أعمالها.

### الفارين من فيينا
في سن الحادية عشرة، شوشانا شهدت ضم النمسا. "شاهدتُ دخول هتلر المظلم إلى فيينا. أتذكر جيدا كيف نظرت من النافذة (...) ورأيت كيف كان في استقباله الحشود بالهتاف بينما كان يقود سيارته المفتوحة (...). أصبحت باردة وخائفة بشكل فضيع.
قررت الأسرة مغادرة النمسا. فريتز شولر، الذي كان قد ولد في برنو، حصل على جواز السفر التشيكي وترك البلاد أولا. مارغريت، شوشانا ماكسيميليان فروا إلى سويسرا، ثم باريس، أين كان فريتز ينتظرهم وأخيرا في عام 1939 وصلوا إلى لندن، حيث كانوا سيبقون لعامين. التحقت شوشانا بكلية نورثوود، وفي عام 1940 بمدرسة تشيلسي للفنون التطبيقية، حيث حصلت على دروس في الدهان والرسم وتعلمت عن تصميم الأزياء.  بسبب الغارة، اضطرت عائلة شويلر إلى اللجوء إلى ملاجئ الغارة الجوية تقريبا كل ليلة. كانت التجربة مرهقة جداً لسوشانا. وأعربت عن ضغوطها وعواطفها من خلال الرسومات.

### الهجرة إلى أمريكا
فر والد سوشانا إلى إسبانيا عبر مدينة طنجة، تليها نيويورك. في عام 1941 تمكن من الحصول على شهادة خطية لعائلته وحجز ثلاثة تذاكر للسفينة مادورا، آخر سفينة مدنية من شأنها أن تغادر أوروبا. في عام 1941، سوشانا، والدتها وشقيقها وصلوا إلى جزيرة إليس. في مدينة نيويورك. التحقت بمدرسة «واشنطن إيرفينغ» الثانوية وحضرت دروس الرسم تحت إشراف الفنان «أفروييم بايس»، مستأنف المدعي في قضية «أفروييم ضد راسك».

### السفر عبر أمريكا
في سن 17، سافرت ضد إرادة والديها مع  «أفروييم بايس»  من خلال أمريكا. لكسب قُوتِهم خلال هذه الرحلات، قاموا برسم الكتاب والموسيقيين ورجال الدولة والعلماء مثل توماس مان، فرانتس فرفل أوتو كليمبرر، برونو والتر، ليون فويشتفانغر، ثيودور درايزر وهانز ايزلر.
عندما افتتح مؤتمر الأمم المتحدة المعني بالمنظمة الدولية في أيار / مايو 1945 في سان فرانسيسكو، قام الزوجان بتصوير مندوبين معروفين، مثل نائب رئيس لجنة التخطيط الوطنية في الاتحاد السوفياتي  فاسيليفي فاسيليفيتش كوزنيكوف.
في عام 1945، تزوج سوشانا وأفروييم. وفي عام 1946، ولد طفلهما الوحيد آموس في نيويورك.

### كوبا وأول معرض كبير
بسبب أنشطة زوجها داخل الحزب الشيوعي، غادر الزوجان الولايات المتحدة الأمريكية وأمضيا تسعة أشهر في كوبا، حيث أقامت سوشانا أول معرض لها في عام 1948 في دائرة الفنون الجميلة، هافانا ومنذ ذلك الوقت، استخدمت اسم سوشانا والإسم القلمي    «افرويمس» أعطى لها معنى «ليلى» في العبرية. بعد إقامة قصيرة في الولايات المتحدة الأمريكية، انتقلوا إلى أوروبا وفي نهاية المطاف إلى إسرائيل.
 كانت الأسرة فقيرة مالياً ولم ترغب سوشانا في أن تعيش حياتها كربة منزل تقليدية. لقد انفصلا في عام 1950 بالتراضي. عادت مع ابنها إلى فيينا في عام 1951.

### فيينا وباريس

#### العودة إلى فيينا،
عادت سوشانا إلى فيينا مع ابنها، وأعطى «بايس» في نهاية المطاف الحضانة الكاملة لها.  في عام 1951، التحقت بجامعة الفنون التطبيقية في فيينا وفي عام 1952 إلى أكاديمية الفنون الجميلة في فيينا، حيث رسمت تحت إشراف البروفيسور سرجيوس باوسر، وألبرت باريس جوترسلوه والبروفيسور هربرت بويكل. ولأنها غير راضية عن ممارسة الفن الأكاديمي، انتقلت إلى باريس، فرنسا في عام 1952. [بحاجة لمصدر]

#### باريس
عند الانتقال إلى باريس، عاشت سوشانا وعملت في الاستوديو السابق لـ «أندريه ديران». انتقلت في النهاية إلى استوديو آخر في «زقاق رونزين» بجانب «كونستانتين برانكوشي». أصبحت قريبة جداً من الفنانة التي وصفتها بأنها تحبها «مثل الابنة». وفي وقت لاحق، عاشت في استوديو آخر كان يملكه سابقًا غوغان.
كافحت سوشانا ماليا بالعمل كفنانة متفرغة في باريس. ووصفته بأنه «وقت حلو ومر».تعرفت على الفنانين: فرانتيشيك كوبكا، أوغست هيربين، أوسيب زادكين، سيزار بالداكيني، بيجنون، بازين، ماكس إرنست،إيف كلاين، ألكسندر كالدر، فيفرو لام، سام فرنسيس، جان بول سارتر، أفندي، لين باندل، ومارك شاغال. واعتبرت ألبرتو جياكوميتي واحد من أفضل أصدقائها. في عام 1953، التقت سوشانا بمالك معرض زيوريخ ماكس ج. بولاج، الذي أصبح من أبرز المروجين لأعمالها.
في باريس، أقامت سوشانا عدة معارض: في معرض أندريه فيل وصالون دوتون، وصالون «أخبار الواقع» وصالون«ماي»، حيث التقتبابلو بيكاسو لأول مرة. دعاها لزيارته في فيلته في فالوريس ورسم صورة لها في عام 1954.

### السفر في العالم
في عام 1956، سوشانا سافرت عبر آسيا. كانت قد نظمت نفسها بدعوة من وزارة الثقافة الصينية للعرض في بكين وفي طريقها إلى الصين، زارت الهند وتايلاند وكمبوديا واليابان، حيث أصبحت مهتمة ومستلهمة من الفلسفة الهندية،الهندوسية والبوذية. وقد أعجبت بفن الخط والتقنيات الفنية المكتسبة على ورق الأرز من الرهبان البوذيين في كيوتو والرسامين الصينيين في هانغتشو. أصبحفن الخط أساسا لأسلوبها في الرسم. في عام 1957، وصلت إلى بكين، حيث شغر معرضها حيزا من قصر الإمبراطور.
في عام 1959 سافرت سوشانا عبر أفريقيا، حيث رسمت ألبرت شفايتزر في لامباريني، وعادت في النهاية إلى باريس.
في نفس العام تعرفت على الفنان الإيطالي بينو غاليزيو. عملوا معا في باريس وألبا. في رسالة كتبها غاليزيو، إلى عارضي لوحاته «أوتو وهيكي فان دي لو» في ميونخ  أعلن فيها: 20 لوحة تم رسمها في سبتمبر 1959 في باريس، جنبا إلى جنب مع سوشانا، مضيفا: النتائج هائلة.
من خلال غاليزيو، حصلت سوشانا على اتصال مع جماعة الكوبرا، وصولا إلى كاريل ابيل وجورن أسجر. ولكن لأنها امرأة، لم يتم قبولها كعضو كامل في المجموعة الفنية.
بدلاً من ذلك، بدأت شوشانا بالتعاون مع معرض أوهانا في لندن، حيث أقامت ثلاثة معارض في عام 1959 و1960 و1963. بينما في عام 1962 أقامت معرضا في قلعة غريمالدي في أنتيب.

### المكسيك
في عام 1964، سوشانا سافرت إلى المكسيك لإقامة العديد من المعارض، وعاشت عدة أشهر في كويرنافاكا، المعروفة باسم «مدينة الربيع الدائم» وملجأ لكثير من الفنانين والمثقفين في الستينات. وكونت صداقات مع الفنانين المكسيكيين مثل روفينو تامايو، سيكيروس، خوسي لويس كيوفاس، ماتياس غوريتس. في عام 1965، التقت بأدولف غوتليب لأول مرة وبعد ذلك التقيا  في نيويورك، ليطورا معا صداقة عميقة جمعتهما. في عام 1966، أقيم معرض لأعمال سوشانا  في قصر الفنون الجميلة (مدينة المكسيك).

### الرحلة الثانية في جميع أنحاء العالم
خلال رحلتها الثانية حول العالم في عام 1968، زارت سوشانا البحار الجنوبية، منطقة البحر الكاريبي، تايلاند، بالي، استراليا، الهند، سيكيم، نيبال، أفغانستان، إيران وإسرائيل. في عام 1969، اعتمد عليها الشوغيال لرسم لوحات للملك وملكة سيكيم وفي نفس العام أصبحت عضوًا في الجمعية الثيوصوفية.
في عام 1972، انتقلت سوشانا إلى القدس، حيث خططت لإقامة أربعة معارض في غاليري يافا القديمة. لكن عندما اندلعت حرب يوم الغفران، ألغيت جميعها. غادرت سوشانا إسرائيل وانتقلت إلى نيويورك عام 1974.

### نيويورك
من عام 1974 إلى عام 1985، عاشت وعملت في مدينة نيويورك. قبل أن تنتقل إلى الاستوديو الخاص بها في كوينز، كانت تمكث في فندق تشيلسي في مانهاتن حيث كانت قادرة على دفع إيجارها ببيع لوحاتها. عرفت سوشانا العديد من الناس في المشهد الفني في نيويورك، مثل مارك روثكو، وفرانشيسكو كليمنت، وجوزيف هيرشهورن وصديقتها المقربة أدولف جوتليب. وعلى الرغم من اكتسابها اهتمامًا دوليًا لعملها وعروضها في كثير من الأحيان، إلا أن سوشانا شعرت بأنها غير راضية عن وضعها المعيشي وغير مرتاحة في نيويورك. ولهذا عادت إلى فيينا في عام 1985.

### العودة إلى فيينا
عند عودتها إلى فيينا، واصلت السفر حتى اضطرت للتوقف بسبب مشاكل صحية في عام 2005. انتقلت بعد ذلك إلى دار التمريض و واصلت الرسم. توفيت في 9 ديسمبر 2015. يعمل ابنها أموس مديراً ومروجاً لها . في عام 2008، استحوذت المكتبة الوطنية النمساوية على ملكيتها الإبداعية، التي تضم مخطوطات وصور ورسائل ومستندات وما إلى ذلك، وجعلتها متاحة للاستشارة العامة.

## العمل

### السنوات المبكرة
في أعمالها المبكرة، ربطت سوشانا بين العناصر الفردية من التقاليد الحوشية بالنظرة المدمجة والمحكمة للواقعية الأمريكية، وهي مليئة بشكل ملحوظ بروح من الشباب العاطفي.
تلقت سوشانا التأثيرات الفنية الدائمة الأولى من مدرسة الفنون في مدينة نيويورك، ابتداء من سن الرابعة عشرة. قبل أن تبدأ في إنشاء لوحات تجريدية في أوائل الخمسينيات من القرن العشرين، كانت ترسم في نمط من الواقعية المذهلة الملونة. نمط مرتبط بالفن السياسي في فترات عام 1945، كمرحلة انتقالية بسيطة بين الواقعيات السابقة والأكثر شهرة في ثلاثينيات القرن العشرين (فرقة الموضوعية الجديدة، فيرسمو،واقعية سحرية، وما إلى ذلك) واللوحة التجريدية فترة الخمسينيات. كانت حادثة  قصف لندن بالفعل سبباً في انعكاسات فنية في رسم الفنانة الصاعدة سوشانا. قادتها معلمتها في نيويورك وزوجها بعد ذلك - الذي كان شيوعيًا ملتزمًا -، إلى عمق أكبر في فن السرد والواقعية الاجتماعية المعاصرة.  كان كل من أفروييم وسوشانا متورطين للغاية في الدوائر الفنية الناشطة في نيويورك، والتي تتألف بشكل رئيسي من المهاجرين الأوروبيين.
في رحلاتها مع زوجها عبر الولايات المتحدة الأمريكية وبعد ذلك كوبا، إسرائيل وأوروبا، رسمت سوشانا مشاهد الشوارع (مثل:  لوحة «الشارع العتيق في مدينة نيويورك» سنة 1943)، عمال المصانع (على سبيل المثال لوحة «سلسلة المصانع الاستغلالية  في نيويورك» سنة 1944)، الناس الذين التقت بهم في الطريق  (على سبيل المثال لوحة «اثنين من الشباب السود» سنة 1944) والعديد من المناظر الطبيعية. وبعدد أكثر من ذلك بكثير، رسمت سوشانا العديد من الفنانين والسياسيين (على سبيل المثال لوحة " فرانس فرفل على فراش الموت" عام 1945، أو أوتو كليمبيرر سنة 1945). هذه الصور تعكس البيئة الفكرية الحرجة، لكن الزوجين استطاعا المضي قدما. كل الأشخاص المصورين لديهم نظرة حزينة بشكل واضح وجميعهم إما صور أمامية أو ثلاثة أرباع صورة، والتي تركز بالكامل على الشخص الممثل. من ناحية الواقعية الاجتماعية الجريئة، فسرت سوشانا سيكولوجية المهاجرين الأوروبيين في لوس أنجلوس والمندوبين الأوروبيين في المؤتمر التأسيسي للأمم المتحدة في سان فرانسيسكو. من ناحية أخرى، تُظهر دراسات سوشانا على الطبقة العاملة تقاربًا كبيرًا مع فرقة «الإقليميين»  المشهورين وعلماء الاجتماعيات المشهورين مثل توماس هارت بينتون، غرانت وود، الإخوة سويير أو رسام اللوحات الجدارية المكسيكي خوسيه كليمنتي أوروزكو و دييجو ريفيرا.
حتى عام 1948، ظلت سوشانا وفية للواقعية الاجتماعية المدمجة والملونة والمعبرة. في هذه اللوحات المبكرة، تم تصميم الأشكال بخشونة بواسطة الفرش كبيرة الحجم دون أي تفصيل؛ المناظر الطبيعية ومناظر المدينة  تفتح دائما للناظر من وجهة نظر مرتفعة قليلاً. تظهر المشاهد في الغالب في ضوء محايد، مع عدم وجود منازل وأرقام تلقي الظلال، ولكن هذه المناظر الطبيعية مع تطبيق الألوان المشبعة، تجلب مزاجًا مبهجًا تقريبًا، والذي يمكن تفسيره على أنه صدى لـلحوشية[./ . لوحات سوشانا للمناظر الطبيعية لجبال الألب الأوروبية، والتي بدأت في رسمها عند عودتها إلى فيينا في عام 1951، تظهر بالفعل خطواتها الأولى في الفن اللاشكلي.

### باريس، آسيا والفن اللاشكلي
عندما انتقلت سوشانا إلى باريس عام 1952، أصبحت تمثل جزءًا من ما يسمى بـ حركة «مدرسة باريس».
تأثرت سوشانا بتواصلها الشديد مع فنانين آخرين من جميع أنحاء العالم، وحولت أسلوبها من الواقعية التعبيرية إلى اللاشكلية. وخطوة خطوة قضت على الروح في لوحاتها وتزامن ذلك تتبعها للمصطلحات الفنية الدولية في ذلك الوقت بعد عام  1945. وترتبط لوحاتها في باريس بالتعبيرية التجريدية وتقارن بخبراء أمثال: جاكسون بولوك، وجورج ماثيو وهانز هارتونج.
في النصف الثاني من خمسينيات القرن ال 20 ، عملت سوشانا - على نحو متزايد - على إظهار خصائص الفن اللاشكلي . مثل العديد من الفنانين الآخرين في وقتها، كانت مفتونة بجمالياتفن الخط الآسيوي والفلسفة وراءه. كان لديها العديد من الأصدقاء الآسيويين في باريس (مثل توباشي وفوجينو  ووالاس تينغ) وأجرت تجاربها الأولى مع تقنيات الخط.  لكن الدافع الحازم للمشاركة المكثفة في دراسات الفن التقليدي في الشرق الأقصى كانت رحلتها الأولى إلى آسيا في عام 1957. تعلمت كيفية استخدام الحبر الصيني على الورق وسرعان ما طبقت التقنية الجديدة على لوحاتها الزيتية.[بحاجة لمصدر]
على الرغم من أنها كرست جزءًا كبيرًا من عملها للفن التجريدي، إلا أن شوشانا لم تتخل تمامًا عن التمثيل والتماسك بين الشخصيات العرضية في لوحاتها.

### المكسيك والسريالية التجريدية
تحتوي العديد من لوحات سوشانا على دوافع سريالية، مثل أفق لانهائي، مساحات لا متناهية موسعة، تبدو فيها الأشكال الغامضة أو الأقنعة أو الرؤوس طافية. يرجع استخدام اللغة السريالية إلى رحلات سوشانا إلى المكسيك. في عام 1960، قامت بزيارتها الأولى إلى هذا البلد، والتي كان في ذلك الوقت - بسبب موقفه السياسي ضد الاحتكار -  جذابا بشكل خاص للفنانين والمثقفين من أوروبا.
سوشانا هي واحدة من هؤلاء الأطفال  من لغة الرسم في المكسيك، في "بنتورا فيلوميكسيكانا". طوال حياتها كانت تربطها علاقة عميقة وساحرة مع البلاد، والتي تنعكس أيضا في عملها. تتميز اللوحات التي صنعتها في المكسيك أو التي تذكرنا بالمكسيك بطابع خاص للغاية، فهي تحتفظ بألوان متألقة ومتناقضة في ذلك البلد. قامت سوشانا بتكرار تقنية، كانت قد تطورت مرة بالصدفة في الأستوديو الخاص بها في باريس قبل ذلك بسنوات، عندما كانت تمطر من خلال السقف الزجاجي المتسرب على ألوانها المائية والمجففة، تاركة بقعًا ساطعة ذات حواف داكنة. بدأت سوشانا بتقليد هذا التأثير بزيت التربنتين على لوحاتها الزيتية .و كانت النتيجة عبارة عن نوع من الطلاء بالتنقيط في الاتجاه المعاكس" الذي يشبه بنية البلورة السائلة، كما وصفت نفسها: "يقول بعض علماء الكيمياء الحيوية أن لوحاتي تشبه ما تراه، عندما تنظر إلى المجهر "

### الشعور بالوحدة والألم
صورة وحيدة أو خيال ظليٌ داكن أو رأس واحد بين قضبان ثقيلة، محاط بسكتات دماغية داخل رسم منظوري للنفق - دوافع مثل هذه تعمل مثل خيط أحمر عبر عمل سوشانا كله  وكسب لها سمعة بأنها «كاساندرا من قماش نبوءة الموت، فنانة في عصر الذرة، رسامة القلق والشعور بالوحدة، المرض والخرف، البطالة، الألم، والموت». (ماينيتشي شيمبون، اليابان 1957)

### الأعمال السياسية
تأثرت سوشانا بشدة بالأحداث السياسية منذ طفولتها. في سن الحادية عشرة، شاهدت هتلر يسير في فيينا، وفي وقت لاحق اضطرت العائلة إلى الفرار من النظام النازي. استخدمت سوشانا الرسم والطلاء كمنفذ للتعامل مع هذه الأحداث التي خلفت لها صدمة نفسية، كما هو الحال في الرسم، أطلقت على هتلر اسم «المهرج». يمكن العثور على مواضيع مثل الحرب الباردة، وحرب يوم الغفران، وعصر الذرة أو الإرهاب مراراً وتكراراً في الأعمال الفنية لسوشانا. عندما عادت إلى فيينا في عام 1985، عملت في زمن النظام النازي والهولوكوست خلال الحملة الانتخابية التي نظمها كورت فالدهايم في 1988/1987، قامت بصنع سلسلة من اللوحات الفنية والصور الفوتوغرافية، والتي أدرجت فيها نصوص الدعاية النازية. كما رسمت سوشانا دورات تحفيزية للحروب في يوغوسلافيا، وأحداث 11 سبتمبر 2001  أو حرب العراق.

### العمل المتأخر
يمكن ملاحظة ذكريات السلسلة السابقة من الأعمال وعملية الانضغاط في عمل سوشانا المتأخر  في القرن 21، تميزت  لوحات سوشانا بحصولها على عدة صفات مختلفة جدا،   هياكل أكثر هدوءا، وألوان أكثر وضوحا وأشكال أكثر بساطة. تبدو الدوافع أحيانًا صبيانية وساذجة، هذه الصور هي ألغاز صغيرة مليئة بالسخرية والخيال.

### أعمالها (مجموعة مختارة)
لمحة كاملة على أعمال سوشانا،  يمكن العثور عليهم في الصفحة الرئيسية.
- 1944: العمال في نيويورك بأجور بخسة، زيت على قماش، 40,5 × 48 سم
- 1955: الفنانين في باريس، زيت على قماش، 73 × 100 سم
- 1957: مراكش، المغرب ، زيت على قماش، 60 × 55 سم
- 1963: النمر الصيني, زيت على قماش، 96 x 162 سم
- 1972: الإرهاب في ميونيخ، زيت على قماش، 115 × 72 سم
- 1981: قوس قزح، زيت على قماش، 101 × 76 سم
- 1988: معسكر، الاكريليك على قماش، 116 × 74 سم
- 1990: ذكريات من المكسيك، زيت على قماش، 80 × 115 سم
- 1992: خرمشهر - العراق، زيت على قماش، 75,5 × 115 سم
- 2004: حركة V., الاكريليك على قماش، 40 × 60 سم
- 2007: الحياة، زيت على قماش، 60 × 40 سم

## الاستقبال

### سوشانا في سياق الحداثة النمساوية
عملت سوشانا دوليا في الولايات المتحدة، إسرائيل، فرنسا، المكسيك، أمريكا الجنوبية، الهند، اليابان، الصين، إفريقيا، الخ. .. . لهذا السبب تم رفضها إلى حد كبير بعدم الإعتراف بها في سياق الفن النمساوي في القرن العشرين.. الصحافة الأجنبية ومن المفارقات دائما تنظر لها كرسامة نمساوية.,
اليوم غالبا ما توصف بأنها مواطنة معولمة، وهي الرحالة الذي تتأثر بالخبرات في جميع القارات.
"...تتراوح في نمط من الانطباعية التجريدية إلى البقعية، لوحات سوشانا تمثل يوميات من رحلاتها. وتظهر الصفحة تلو الصفحة، الانطباعات والخبرات البصرية التي أثارتها في رحلاتها ." (بيير روستاني، المؤرخ والناقد الفني، باريس 1969)

### موقف سوشانا كامرأة في عالم الفن
«المرأة التي تخلق الفن تعيش في حالة اختبار، والفاحص يمكن أن يكون أي شخص على الإطلاق. لأن كل رجل وكل امرأة يعرف ما هي المرأة، وبالتالي يمكن لكل رجل وكل امرأة المطالبة بحق تخفيض تقييم فن المرأة إلى ما هي عليه كإمرأة»
في زمن سوشانا، لم تكن مسيرة الفن بالنسبة إلى المرأة بأي حال من الأحوال مسألة مهمة. يبدو أن الهدف من القدرة على دعم المرء من خلال إنتاجه الفني الخاص - ليس فقط بالنسبة للنساء - يكاد يكون مستحيلاً، وهذا هو السبب في أن العديد من الفنانات الطامحات أكملن التدريب العملي في بعض المهن الأخرى بالتوازي مع تعليمهن الفني. في معظم الحالات، كانت مهنة التدريس، والتي كانت تمارسها النساء  في المجالات ذات الصلة بالفن. لكن سوشانا اختارت طريقها الذاتي المستقل والمحرّر، في حقبة كان فيها التنفيذ القانوني للمساواة في الحقوق بين الرجال والنساء وفرص العمل المتساوية في أي مهنة أمرًا لا يمكن تصوره.
في رسالة إلى المؤلف المشارك في كتابة سيرتها الذاتية، كتبت عن دورها كشركة رائدة:
«لهذا السبب أريد أن أكتب هذا الكتاب، لأقول ماهو النضال الذي مررت به لكي أصبح امرأة وفنانة وربما يكون مثل 100 سنة قبل الأوقات التي نعيش فيها فعليًا.».
مثال جيد على مدى صعوبة كامرأة فنانة في السوق، في الحقيقة، أنه حتى الفرق الفنية الثورية كفرقة الكوبرا، رفضها كعضو لأسباب جنسية. وكذلك عارض لوحات زميلها بينو غاليزيو التي صنعت معه العديد من اللوحات لا يريد من سوشانا  أن توقع مع غاليزيو في نفس العمل .
في مخطوطة سيرتها الذاتية، كتبت سوشانا عن الرفض الذي صادفته أيضًا من قبل مالكي صالات العرض الآخرين: «أخبرني مالك معرض فرنسا  بشروط غير مؤكدة، أنهم يرفضون ادخال الفنانات في أي عقد لما فيها من مخاطرة كبيرة، فبإمكان المرأة أن تتزوج وتنجب أطفالاً وتتخلى عن حياتها المهنية .عشرون سنة من الدعاية والاستثمار المالي طويل الأجل للفنانة ربما يدمر في ليلة، وبما أن ذلك لم ينطبق على وضعي، شعرت بالتمييز ضد النساء أكثر من ذلك».
لفترة طويلة جدا، كان دور المرأة في الفنون أن تكون مصدر إلهام، لا أن تكون رسامة بحد ذاتها ولكن سوشانا فهمت أنها اضطرت إلى تطوير صورتها الفردية والفريدة من نوعها، وعرفت جيدا كيف تمارس الإدارة الذاتية الناجحة. نشرت قصصًا غامضة ومثيرة عن حياتها وأحدثت ضجة حول شخصها. وأُخبرت لقاءاتها معبيكاسو مراراً وتكراراً - لا سيما قصة اليوم، عندما زارته في فيلته في فالاوريس، ليتم تصويرها ورفضت دعوته للبقاء معه. سوشانا حاولت استخدام اسم بيكاسو للحصول على المزيد من الاهتمام. عنوان الكتب المخطط لرواية السيرة الذاتية الغير منتهية كان  قد أشار إلى هذا الحدث: الفتاة التي قالت لا لبيكاسو.
لا تزال شوشانا ذكرت في كثير من الأحيان أنها كانت ممزقة بين كبريائها بعد أن قالت «لا» والندم، أو أن تختار الطريق الأسهل والآمن إلى جانب الرجل.

## الجوائز
- آذار / مارس 2008:  (البريد النمساوي) أصدرت الطوابع التذكارية «سوشانا» في سلسلة «الفن الحديث في النمسا»
- 2 أيلول / سبتمبر 2009: الذهب جائزة الاستحقاق من مقاطعة فيينا
- 27 مايو / أيار 2010: وسام الشرف النمساوي للعلم والفن.

## المعارض (مجموعة مختارة)

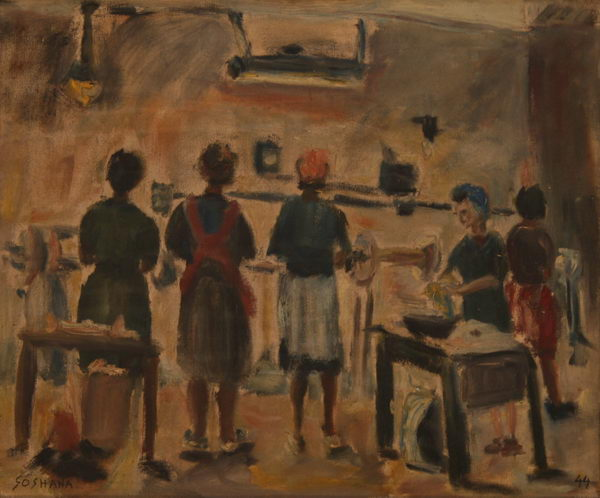
العمال في نيويورك بأجور بخسة، التي رسمتها سوشانا سنة 1944

- 1948: دائرة الفنون الجميلة، هافانا
- 1957: القصر الإمبراطوري في بكين
- 1960: متحف الفن، ساو باولو
- 1961: سوشانا، متحف بيكاسو، انتيب
- 1966: المتحف الوطني للفن الحديث، مكسيكو سيتي
- 1973: معرض يافا القديمة، إسرائيل
- 1976: مركز الفن الحديث، زيورخ
- 1982: معرض الأفق، نيويورك
- 1997: سوشانا-بأثر رجعي، بقصر فيينا،
- 1998: متحف لانتوس  لينز، النمسا
- 1999: متحف ماتيس، Le Cateau-Cambrésis, فرنسا
- 2006: معرض الكتاب، المتحف اليهودي في فيينا
- 2007: معرض الفن سيدهارتا، كاتماندو، نيبال ؛ معرض أغورا؛ نيويورك ؛ معرض إسرائيل،
- 2008: المركز الثقافي لخليل السكاكيني  في رام الله، الضفة الغربية ; مجلس مدينة ليما، بانشو فييرو فن معرض، بيرو
- 2009: متحف جامعة يشيفا في نيويورك ؛ البنك الوطني صربيا بلغراد ..
- 2012: فن ليلي، فيينا ؛ المعرض بمناسبة عيد ميلاد سوشانا ال 85
- 2013: معرض في مركز الفنون في متحف البحرين الوطني
- 2013: المكتبة الوطنية النمساوية فيينا: «ليلة على النمسا. المحور 1938 - الرحلة والطرد» مجموعة المعارض; 75 عاما بعد انضمام النمسا إلى ألمانيا النازية،  معرض ONB لعقارات الفنانين النمساويين المهاجريين .
- 2013: معرض في المتحف اليهودي كراكوف، بولندا
- 2013: المكتبة الوطنية النمساوية فيينا،
- 2013: معرض فن تصميم الازياء في دبي، الإمارات العربية المتحدة
- 2013: مكتبة البابطين في الكويت
- 2014: معرض ديل بونتي تورينو، إيطاليا
- 2014: معرض" Szaal " بفيينا،
- 2015: مسرح " Nestroyhof/Hamakom " بفيينا
- 2015: معرض" Lendnine ", غراتس .

## المتاحف

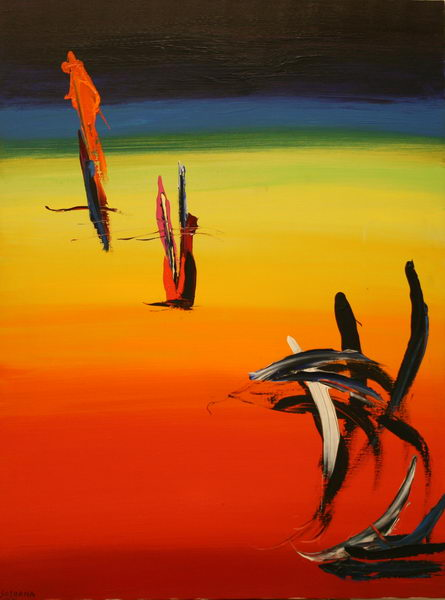
قوس قزح، طبعة خاصة ختم "سوشانا " من مجموعة "الفن الحديث في النمسا" عام 2008، زيت على قماش، التي رسمتها سوشانا سنة 1981

- ألبرتينا، مجموعة الرسومات فيينا،
- متحف الفن الحديث في باريس
- متحف الفن الحديث في روما،
- متحف الفن الحديث، ريو دي جانيرو
- متحف الفن المعاصر في ساو باولو
- متحف الفن الحديث، المكسيك
- متحف الفن الحديث في نيودلهي
- متحف الفنون الجميلة في سانته فيه
- متحف إسرائيل في القدس،
- متحف هيلينا روبنشتاين  تل أبيب
- المتحف اليهودي في نيويورك
- معهد ليو باييك، نيويورك
- مستشفى نيويورك، نيويورك
- متحف ستانفورد، كونيتيكت
- معرض الفنون في سالزبوري، روديسيا
- جامعة فيرلي ديكنسون، نيو جيرسي
- متحف هيرشهورن، واشنطن
- متحف ماتيس، نيس
- متحف بيكاسو، انتيب
- القصر الصغير، جنيف
- معرض الجديد، لينز، النمسا
- معرض«أوبربانك»، فيينا

## الفيلم
وحيدة في كل مكان . الفنانة سوشانا (فيلم وثائقي: 45 دقيقة); الإنتاج: فيرنر مولر.مبني على السيرة الذاتية لسوشانا، تم تصويره في فيينا، باريس، المكسيك ونيويورك .  الفيلم يعكس قصة من القرن 20.
أنه يحتوي على مقابلات مع الفنانة نفسها، مع الأصدقاء والمعارف المعاصرين.
الفيلم الوثائقي عن حياة سوشانا بث في كانون الأول / ديسمبر 2013 على 3Sat.

## المتنوعة
- آذار / مارس 2008 عرض طابع خاص «سوشانا» في سلسلة «الفن الحديث في النمسا»
- في أيلول / سبتمبر 2011 سبعة لوحات لسوشانا سرقت من مجموعة خاصة في فيينا
- عملت سوشانا لعدة سنوات في سيرتها الذاتية مع المؤلف المشارك توبي فالك. لم ينته قط ولا نشرها. المخطوطة في حوزة ابنها آموس .

## وصلات خارجية
- الموقع الرسميالموقع الرسمي